# هوستیم
هوستیم (به چکی: Hostim) یک منطقهٔ مسکونی در جمهوری چک است که در ناحیه زنویمو واقع شده‌است. هوستیم ۱۹ کیلومتر مربع مساحت و ۴۱۱ نفر جمعیت دارد و ۳۸۷ متر بالاتر از سطح دریا واقع شده‌است.